# 新加坡交通部
新加坡交通部（英語：Ministry of Transport），缩写为MOT，是新加坡負責全國運輸事務的政府部門，总部在港务集团大厦33楼。

## 歷史
交通部的歷史可以追溯到1968年。當時，新加坡政府為了發展該國的通信和交通業而設立通訊部。通信部於1985年一月改名為通信及新聞部，但於五年後因為政府架構重整而改回原名。
通信部於1999年改名為通信及資訊科技部，最後於2001年11月因為其通信及資訊科技範疇被改編到其他政府部門而改名為交通部。

## 職責
交通部負責监视民航、水陆交通的发展和规定。
交通部轄下包括海空交通司、陸路交通司、國際關係與安全司、企業通訊司、企業發展司和航空事故調查局。

## 历任部长

### 通訊部
| 肖像                               | 部长名稱（中文）                              | 部长名稱（英文）    | 任期开始       | 任期结束       | 政党       | 內閣                                                                           | 备注                       |
| ---------------------------------- | --------------------------------------------- | ------------------- | -------------- | -------------- | ---------- | ------------------------------------------------------------------------------ | -------------------------- |
| 通訊部長 (1968年–1985年)           |                                               |                     |                |                |            |                                                                                |                            |
|                                    | 楊玉麟 芽籠西選區議員 (1918-2012)             | Yong Nyuk Lin       | 1968年4月16日  | 1975年7月31日  | 人民行动党 | 李光耀（三） （1968-1973） 李光耀（四） （1973-1975）                          | [ 7 ]                      |
|                                    | 林金山 經禧選區議員 (1916-2006)               | Lim Kim San         | 1975年8月1日   | 1978年6月30日  | 人民行动党 | 李光耀（四） （1975-1976） 李光耀（五） （1976-1978）                          | [ 註 1 ] [ 8 ]             |
|                                    | 王鼎昌 金吉選區議員 (1936-2002)               | Ong Teng Cheong     | 1978年7月1日   | 1983年5月8日   | 人民行动党 | 李光耀（五） （1978-1981） 李光耀（六） （1981-1983）                          | [ 註 2 ] [ 註 3 ] [ 9 ]    |
|                                    | 王邦文 直落亞逸選區議員 (1929-)               | Ong Pang Boon       | 1983年5月9日   | 1983年9月6日   | 人民行动党 | 李光耀（六）                                                                   | [ 註 4 ] [ 10 ]            |
|                                    | 楊林豐代理 金聲選區議員 (1943-)               | Yeo Ning Hong       | 1985年1月2日   | 1990年11月27日 | 人民行动党 | 李光耀（六）                                                                   | [ 註 5 ] [ 11 ]            |
| 通信及新聞部長 (1985年–1990年)     |                                               |                     |                |                |            |                                                                                |                            |
|                                    | 楊林豐 金聲單選區議員 (1943-)                 | Yeo Ning Hong       | 1985年1月2日   | 1990年11月27日 | 人民行动党 | 李光耀（七） （1985-1988） 李光耀（八） （1988-1990）                          | [ 註 6 ] [ 註 7 ] [ 註 8 ] |
| 通信部長 (1990年–1999年)           |                                               |                     |                |                |            |                                                                                |                            |
|                                    | 楊林豐 金聲單選區議員 (1943-)                 | Yeo Ning Hong       | 1990年11月28日 | 1991年6月30日  | 人民行动党 | 吳作棟（一）                                                                   | [ 註 9 ]                   |
|                                    | 馬寶山 淡濱尼集選區議員 (1948-)               | Mah Bow Tan         | 1991年7月1日   | 1999年6月2日   | 人民行动党 | 吳作棟（一） （1990-1991） 吳作棟（二） （1991-1997） 吳作棟（三） 1997-1999） | [ 註 10 ] [ 註 11 ]        |
| 通信及資訊科技部長 (1999年–2001年) |                                               |                     |                |                |            |                                                                                |                            |
|                                    | 姚照東 豐加集選區議員 (1947-)                 | Yeo Cheow Tong      | 1999年6月3日   | 2001年11月22日 | 人民行动党 | 吳作棟（三）                                                                   |                            |
| 交通部長 (2001年至今)              |                                               |                     |                |                |            |                                                                                |                            |
|                                    | 姚照東 豐加集選區議員 (1947-)                 | Yeo Cheow Tong      | 2001年11月23日 | 2006年5月29日  | 人民行动党 | 吳作棟（四） （2001-2004） 李顯龍（一） （2004-2006）                          |                            |
|                                    | 林双吉 東海岸集選區議員 (1959-)               | Raymond Lim         | 2006年5月30日  | 2011年5月20日  | 人民行动党 | 李顯龍（二）                                                                   |                            |
|                                    | 吕德耀 摩棉-加冷集選區議員 (1961-)            | Lui Tuck Yew        | 2011年5月21日  | 2015年9月30日  | 人民行动党 | 李顯龍（三）                                                                   |                            |
|                                    | 许文远 三巴旺集選區議員 (1952-)               | Khaw Boon Wan       | 2015年10月1日  | 2019年2月28日  | 人民行动党 | 李顯龍（四）                                                                   | [ 12 ]                     |
|                                    | 维文 （代理） 荷蘭-武吉知馬集選區議員 (1961-) | Vivian Balakrishnan | 2019年2月29日  | 2019年4月5日   | 人民行动党 | 李顯龍（四）                                                                   | [ 註 12 ]                  |
|                                    | 许文远 （復任） 三巴旺集選區議員 (1952-)      | Khaw Boon Wan       | 2019年4月6日   | 2020年7月26日  | 人民行动党 | 李顯龍（四）                                                                   | [ 註 13 ]                  |
|                                    | 王乙康 三巴旺集選區議員 (1969-)               | Ong Ye Kung         | 2020年7月27日  | 2021年5月14日  | 人民行动党 | 李顯龍（五）                                                                   | [ 13 ]                     |
|                                    | 易華仁 西海岸集選區議員 (1962-)               | S. Iswaran          | 2021年5月15日  | 2024年1月18日  | 人民行动党 | 李顯龍（五）                                                                   | [ 註 14 ] [ 14 ]           |
|                                    | 徐芳達 碧山-大巴窯集選區議員 (1973-)          | Chee Hong Tat       | 2024年1月18日  | 現任           | 人民行动党 | 李顯龍（五）                                                                   | [ 註 15 ] [ 14 ]           |

## 備註
1. ↑  任期內兼任國家發展部部長。
2. ↑  在1978年至1981年間以代理身分兼任文化部部長。
3. ↑  在1981年至1983年間兼任勞工部部長。
4. ↑  任期內兼任環境部部長。
5. ↑  代理部長。
6. ↑  在1985年1月至5月間兼任國家發展部第二部長。
7. ↑  在1985年1月至1986年間兼任國防部第二部長。
8. ↑  在1987年1月至1990年間兼任國防部第二部長（政策）。
9. ↑  在1990年11月至1991年6月間兼任國防部第二部長。
10. ↑  1990年7月至1991年8月間為代理部長。
11. ↑  1993年7月至1995年4月間兼任環境部部長。
12. ↑  因為許文遠受傷而需要動手術時以代理身分出任部長。擔任代理交通部長期間同時擔任外交部部長
13. ↑  康復後重新擔任交通部長職務。
14. ↑  因為被貪污調查局調查而被總理李顯龍指示休假，直至當局完成調查為止。休假期間不能進入交通部辦公室
15. ↑  因為易華仁被貪污調查局調查而以代理身分出任交通部部長一職。